# Schloss Reuth

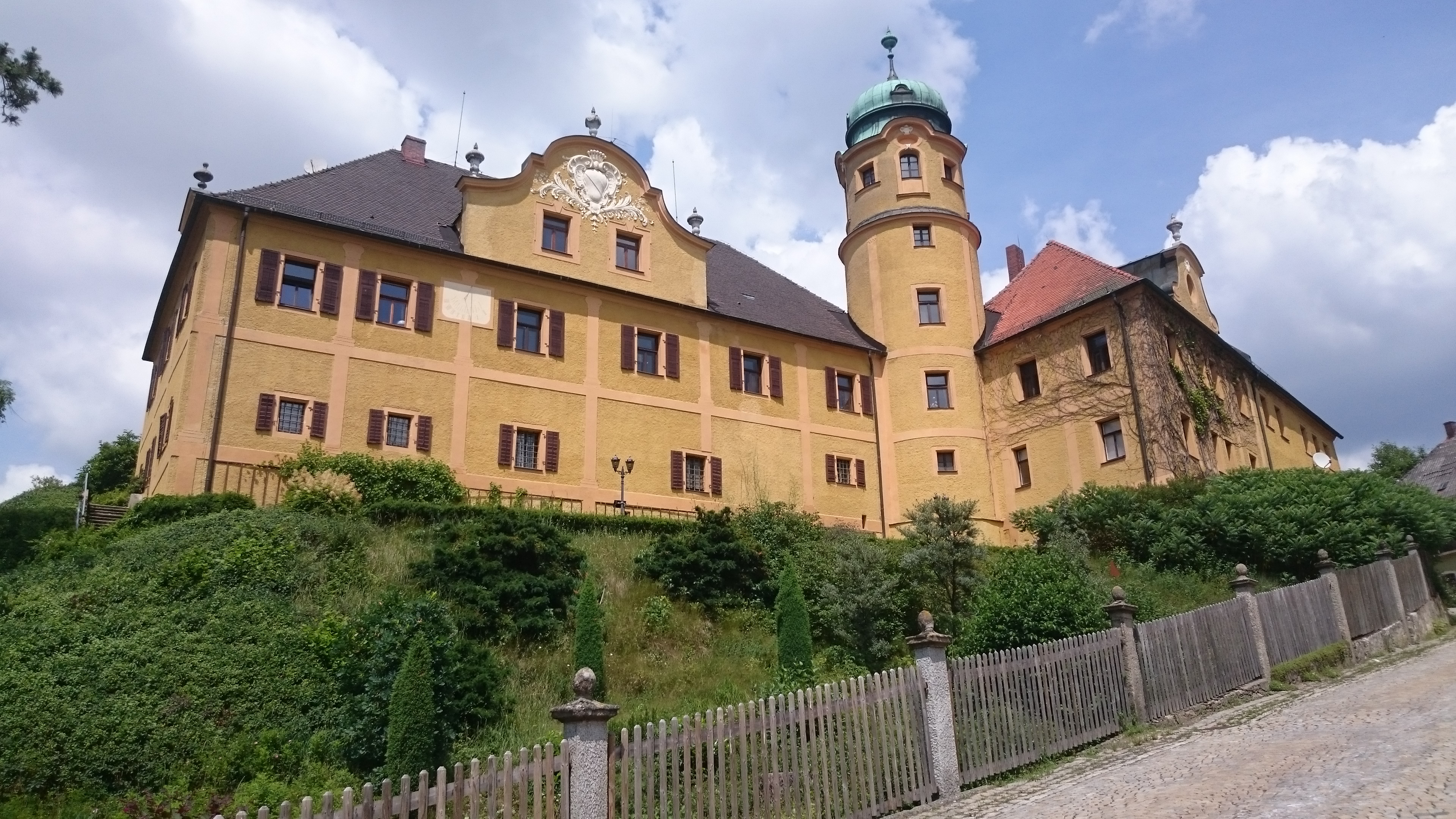
Schloss Reuth (2018)

Das Schloss Reuth in der oberpfälzischen Gemeinde Reuth bei Erbendorf im Landkreis Tirschenreuth war als Hofmarkschloss Herrensitz der Hofmark Reuth. Es ist unter der Aktennummer D-3-77-149-2 als Baudenkmal verzeichnet. „Archäologische Befunde im Bereich des Schlosses von Reuth b. Erbendorf, zuvor mittelalterliche Burg“ werden zudem als Bodendenkmal unter der Aktennummer D-3-6138-0154 geführt.

## Geschichte
Das Schloss wurde erstmals 1337 als Besitz der Trautenberger urkundlich erwähnt. Es ging 1602 durch Heirat an Georg Friedrich von Unruh über und gelangte an die verwandte Familie der Sparnecker. In die Zeit der Familie von Sparneck in Reuth (1628–1744) fiel die Gründung der Schloßbrauerei Reuth 1742. Aus der Tradition des Braurechts in Form einer Hausbrauerei entstand 1742 ein gewerblicher Betrieb. Die Freiherren von Reitzenstein kauften die Hofmark Reuth 1772 und übten bis 1848 die Grundherrschaft und Niedergerichtsbarkeit aus. Seit 1933 befindet sich das Anwesen im Besitz des Freiherrn von Podewils.

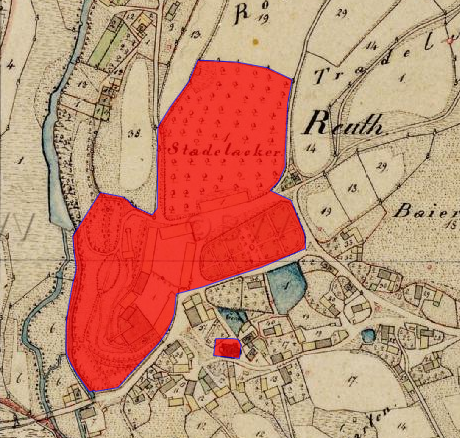
Lageplan von Schloss Reuth auf dem Urkataster von Bayern

## Lage und Aussehen
Das Schloss steht am Westrand des Dorfes Reuth auf einem in das Tal des Heinbachs ragenden Sporn. An der gleichen Stelle befand sich auch die Burg Reuth, die von dem böhmischen Adeligen Hynko Kruschina von Schwanberg 1439 geplündert und zerstört wurde. 
Das Schloss wurde mehrmals umgebaut, um 1550 vergrößert, um 1671 wiederhergestellt und um 1800 umgebaut. 1905 bis 1906 entstanden Neubauten, so auch der heutige Rundturm. Schloss Reuth ist heute eine zweigeschossige Anlage mit überkuppeltem Rundturm.